# フライングヒーロー ぶぎゅる〜の大冒険
『フライングヒーロー ぶぎゅる〜の大冒険』（フライングヒーロー ぶぎゅるーのだいぼうけん）は、スティングが開発し、ソフエルが1992年12月18日に発売したスーパーファミコン用の縦スクロールシューティングゲームである。
本作は日本国内のみで発売された。

## 内容
プレイヤーはぶぎゅる〜という名前のテニスシューズを履いた翼のある小さな球状の生き物を操作する。
ファンタジーランドを舞台に、ぶぎゅる〜は魔王と魔女に攫われた恋人を救出する。

## ゲームプレイ
本作は縦スクロールシューティングゲームであり、画面は自動でスクロールするが、速度を3段階に調整できる。
プレイヤーの残機は3つである。
本作はスプライトの拡大縮小と回転時を多用しており、モード7の効果はボスによく使われている。
ステージの各所に、雪玉や稲妻などの武器を装備できるアイコンが配置されている。
ゲーム内の敵には、空飛ぶ猿や牛の海賊、妖怪がいるほか、中盤以降にはボスとして岩男、びっくり箱のピエロ、カラス海賊団の団長などが登場する。また、終盤のボスの1つは、水の中から立ち上がる巨大な火の玉である。

## 受容
複数の評者が、このゲームは『パロディウス』や『ツインビー』などのゲームに似ていると指摘した。
Gameproはこのゲームを内覧し、「狂ったおもちゃ屋さん」のようだと評したが、見た目とは裏腹にかなり難しいゲームだったという。EGMはこのゲームを内覧し、非常に独創的な作品と呼び、主人公を「翼のある空飛ぶピンポン玉」と呼んだ。GameFanはこのゲームを絶賛し、日本国外では発売されそうにないので輸入を勧めた。彼らは、このゲームはほどほどの難易度で、過度な暴力がなく楽しめるゲームなので、子供が手に取るには最適だと言った。
ファミ通の評価は40点満点中25点。Games Masterは「縦スクロールの爆発的な面白さ」と評したが、設定やキャラクターのせいで真剣にプレイするのは難しいとしている。レビューの最後には、このゲームを「普通の作品」と呼び、68％のスコアをつけている 。
Super Playはこのゲームに68%のスコアをつけ、「勉強になるゲームプレイとユーモアのセンスを備えた平均的なシューティングゲームだが、あまり買うべきではない」と評価した。評者は、このジャンルの熱心なファンやツインビーのゲームが好きな人にのみこのゲームを推奨している。イタリアのゲーム雑誌Game Powerは、このゲームに82%のスコアをつけた。
2008年のHonest Gamersの評価は10点満点中8点だった。